# Canicattì

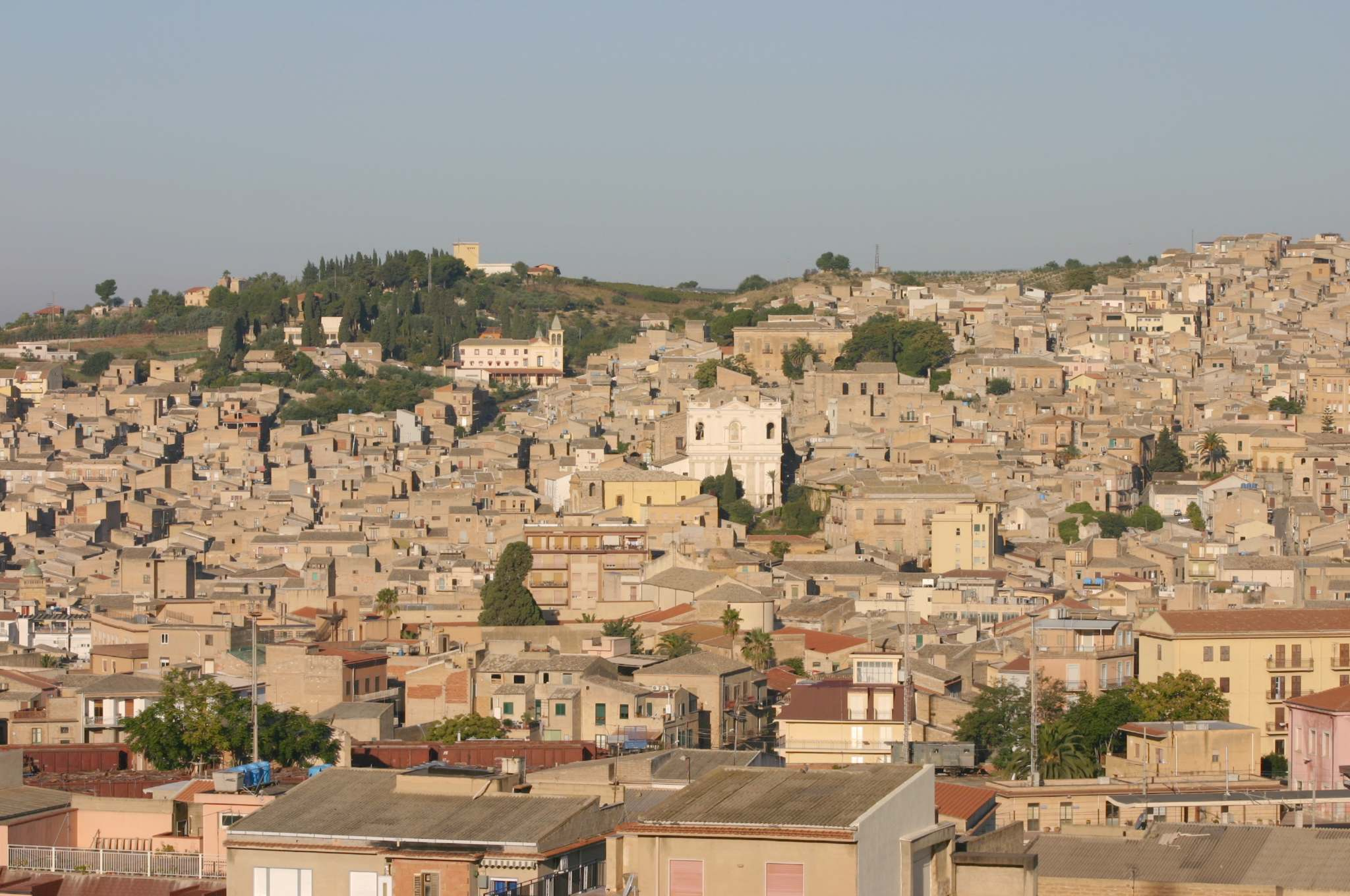
Canicatti

Canicattì [kanikatˈti] ist eine Stadt im Freien Gemeindekonsortium Agrigent in der Region Sizilien in Italien mit 34.394 Einwohnern (Stand 31. Dezember 2023).

## Lage und Daten
Canicattì liegt 33 km südwestlich von Caltanissetta und 33 km östlich von Agrigent. Haupterwerbszweige sind die Landwirtschaft und das Dienstleistungsgewerbe.
Die Nachbargemeinden sind Caltanissetta (CL), Castrofilippo, Delia (CL), Montedoro (CL), Naro, Racalmuto und Serradifalco (CL).

## Geschichte
Der ursprüngliche Name al-Quatah stammt aus dem Arabischen. Während dieser Zeit war der Ort eine wichtige Festung. Später wurde es Feudalbesitz der Familie Palmeri, der Familie De Crescenzi und von 1507 bis 1819 der Familie Bonanno.
Während des Zweiten Weltkrieges fand in der Stadt das Massaker von Canicattì statt. Amerikanische Soldaten hatten die Stadt erobert und erschossen nach der Eroberung acht unbewaffnete italienische Zivilisten. Lieutenant Colonel Herbert McCaffrey, Militärgouverneur von Palermo hatte erfahren, dass Zivilisten eine Fabrik plündern sollten. Er fuhr mit einer Streife der Militärpolizei zur Fabrik und feuerte in die Menge, als diese sich weigerte sich aufzulösen.

## Sehenswürdigkeiten
- Piazza IV Novembre, Mittelpunkt der Stadt mit einer Statue von Gioacchino La Lomia, der Kirche Purgatorio und dem Neptun-Brunnen
- Bonanno-Kastell aus dem 17. Jahrhundert, heute eine Ruine
- Uhrenturm aus dem 17. Jahrhundert in der Nähe des Kastells
- Pfarrkirche aus dem 18. Jahrhundert, die Fassade stammt aus dem Jahr 1908
- Kirche Spirito Santo aus dem Jahr 1603, erbaut im Stil des Barocks
- Kapuzinerkloster mit der Kirche Madonna della Rocca, hier liegen die sterblichen Überreste von Gioacchino La Lomia
- Teatro Sociale, erbaut 1889–1908, und Villa Firriato, beide erbaut von Ernesto Basile

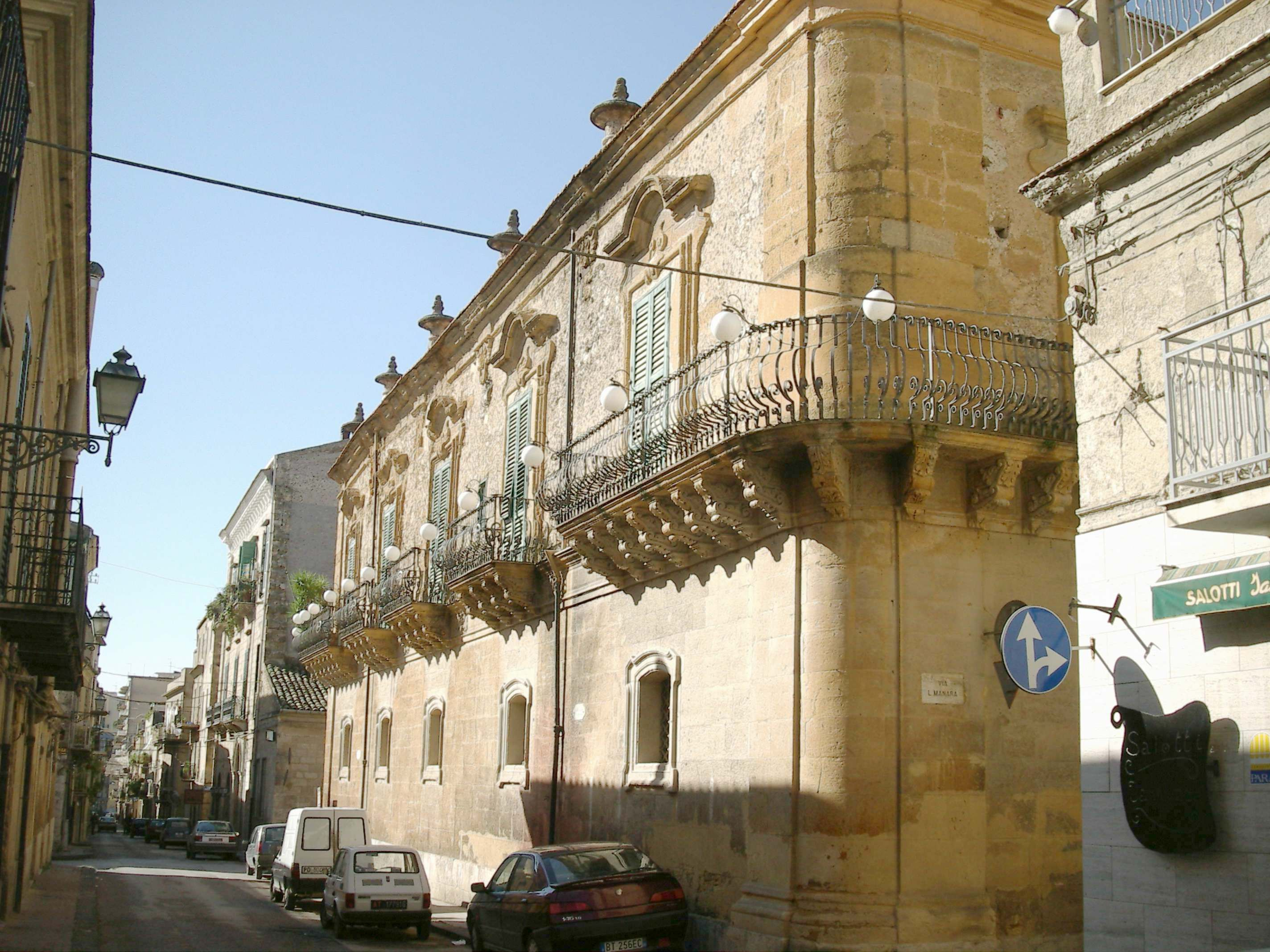
Palazzo La Lomia
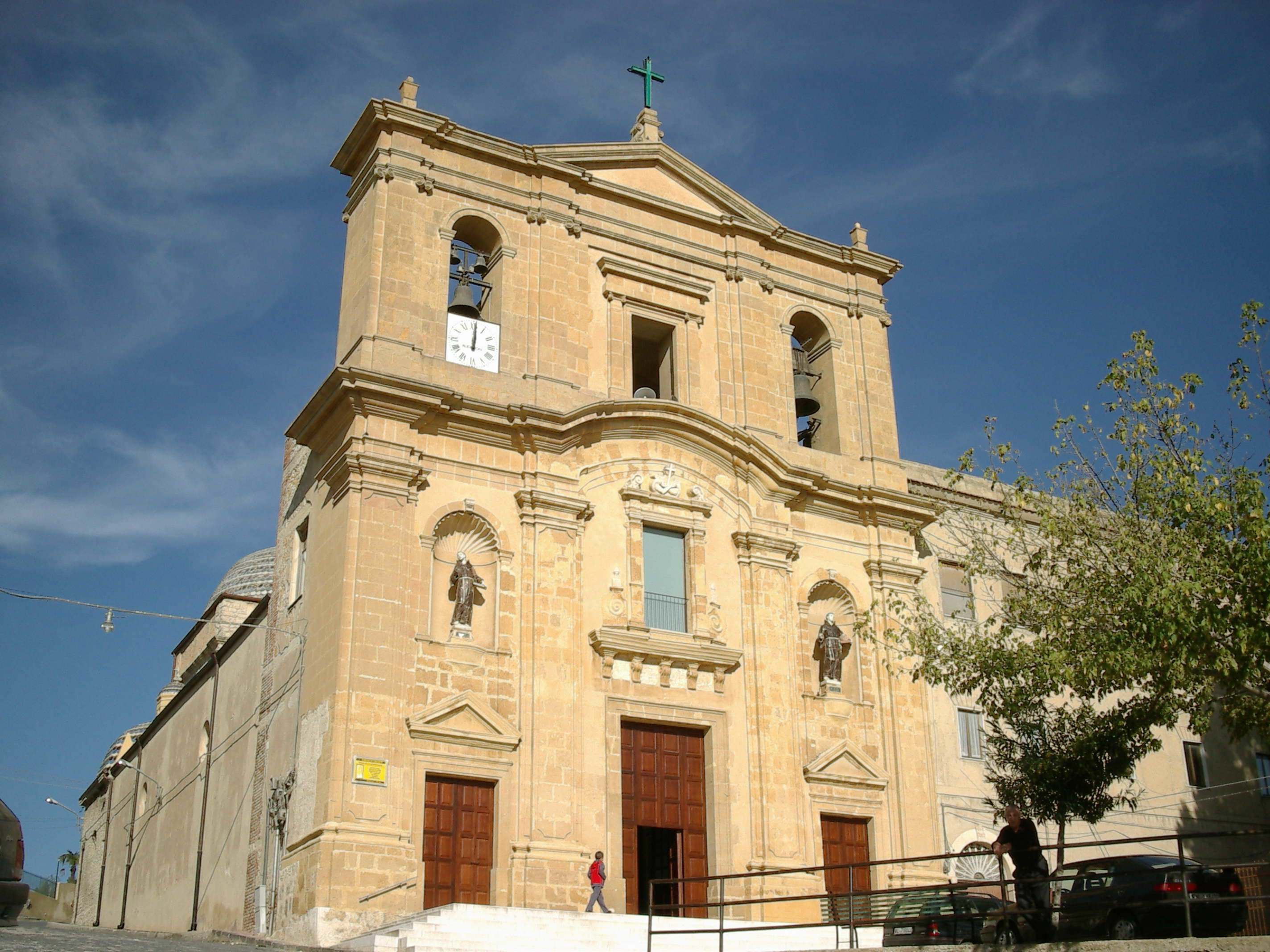
Chiesa Spirito Santo
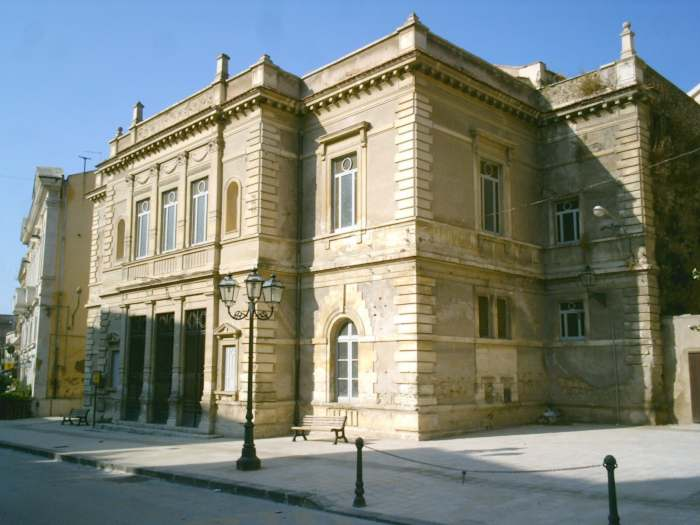
Teatro Sociale
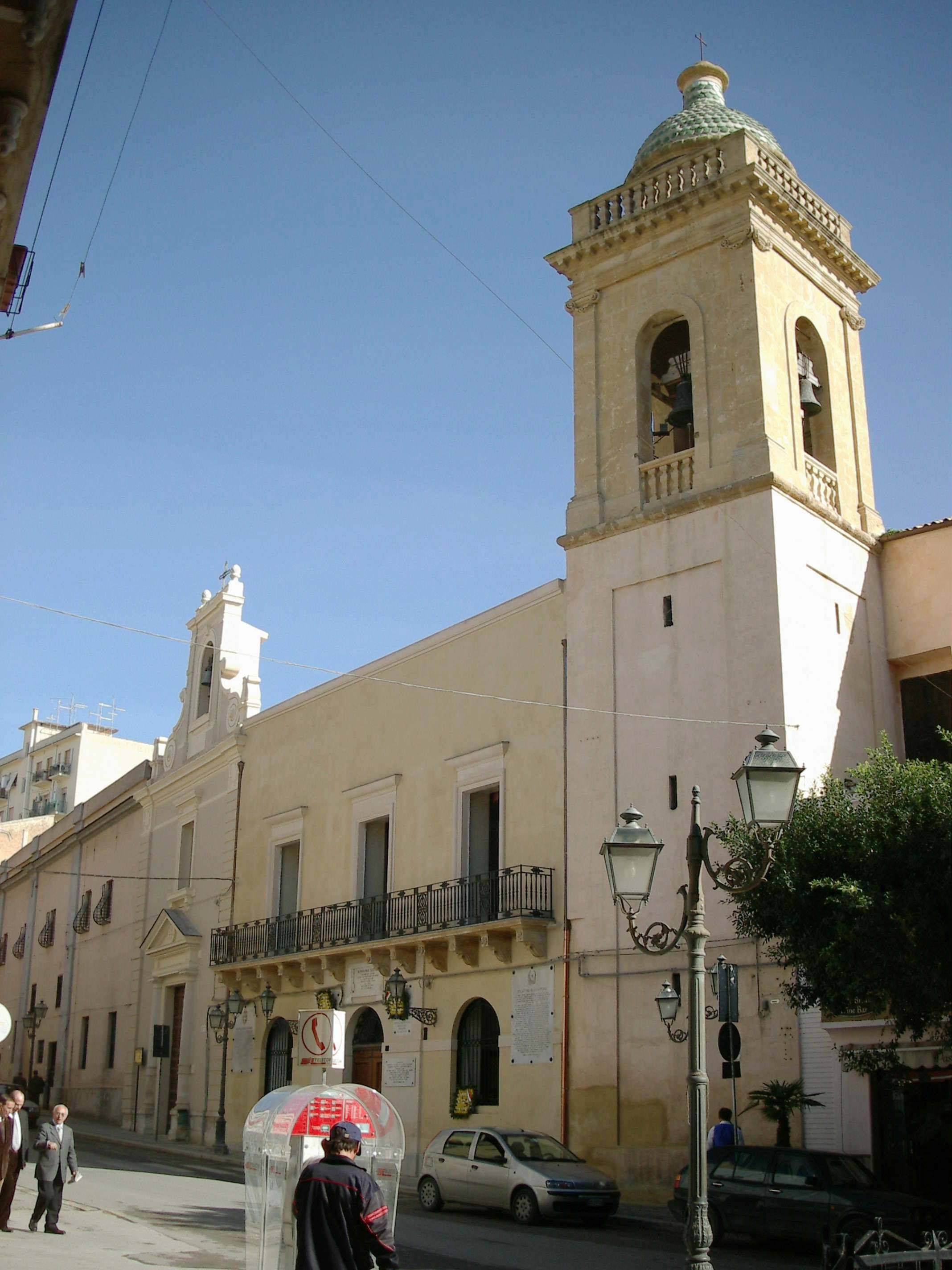
Rathaus

## Persönlichkeiten
- Antonio Starrabba (1839–1908), Politiker
- Giovanni Canova (1880–1960), Fechter
- Salvatore Corsitto (1913–1999), Schauspieler
- Rosario Livatino (1952–1990), Jurist, Mafiagegner und Mafiaopfer